# Big Hit Music
Big Hit Music (tiếng Hàn: 빅히트 뮤직; trước đây là Big Hit Entertainment) là một công ty giải trí của Hàn Quốc được thành lập vào năm 2005 bởi Bang Si-hyuk. Nó được đổi tên thành Big Hit Music bởi công ty mẹ Hybe Corporation, trước đây là Big Hit Entertainment, vào tháng 3 năm 2021. Nghệ sĩ hiện tại bao gồm nghệ sĩ solo Lee Hyun và các nhóm nhạc nam BTS và TXT — trước đây từng quản lý nghệ sĩ solo Lim Jeong-hee và các nhóm nhạc 8Eight, 2AM và Glam.

## Lịch sử

### 2005–2021: Big Hit Entertainment

Logo của Big Hit Entertainment từ năm 2005 đến 2021.

Big Hit Entertainment được thành lập vào ngày 1 tháng 2 năm 2005 bởi Bang Si-hyuk, và ký kết hợp đồng với nhóm nhạc nam nữ 8Eight vào năm 2007. Vào năm 2010, công ty ký hợp đồng quản lý chung với JYP Entertainment cho nhóm nhạc nam 2AM. Cùng năm đó, Bang Si-hyuk đã ký hợp đồng với RM với tư cách là thành viên đầu tiên của BTS và phát động các buổi thử giọng trên toàn quốc để chiêu mộ các thành viên cho nhóm, — BTS đã ra mắt dưới sự quản lý của Big Hit vào ngày 13 tháng 6 năm 2013.
Vào năm 2012, công ty đã ký hợp đồng với Lim Jeong-hee, và thành lập nhóm nhạc nữ Glam với sự hợp tác của Source Music. Nhóm hoạt động cho đến năm 2014 và tan rã do một cuộc tranh cãi liên quan đến một thành viên của nhóm là Kim Da-hee — cô đã bị kết án tù sau khi bị kết tội tống tiền nam diễn viên Lee Byung-hun.
Sau khi kết thúc hợp đồng chung giữa Big Hit và JYP vào tháng 4 năm 2014, 3 thành viên của 2AM đã trở lại JYP, trong khi Lee Chang-min ở lại Big Hit để tiếp tục sự nghiệp solo của mình và là một phần của bộ đôi Homme. Năm đó cũng chứng kiến sự tan rã của 8Eight sau khi hợp đồng của Baek Chan và Joo Hee với Big Hit kết thúc. Vào tháng 5 năm 2015, Lim Jeong-hee rời công ty, sau khi hết hạn hợp đồng 3 năm.
Vào tháng 2 năm 2018, Homme tan rã sau khi hợp đồng của thành viên Changmin kết thúc. Anh rời công ty để thành lập công ty của riêng mình, trong khi Lee Hyun tiếp tục hoạt động với tư cách là một nghệ sĩ solo. Vào tháng 10, BTS đã tái ký và gia hạn hợp đồng với công ty thêm 7 năm. Big Hit đã được bình chọn là công ty đầu tư tốt nhất trong năm tại lễ trao giải Korea VC Awards năm 2018 vào tháng 12. Big Hit ra mắt nhóm nhạc nam thứ hai, Tomorrow X Together (TXT), vào tháng 3 năm 2019.

### 2021–nay: Đổi thương hiệu thành Big Hit Music
Vào ngày 10 tháng 3 năm 2021, một số trang báo đã bắt đầu đưa tin về việc Big Hit Entertainment được cho là sẽ đổi tên thành Hybe Corporation. Sau đó vào cùng ngày, công ty đã thông báo ý định đổi tên thành Hybe Corporation, thông báo có nội dung "...an ủi và truyền cảm hứng cho mọi người trên toàn cầu thông qua âm nhạc và nghệ sĩ của chúng tôi, Big Hit Entertainment tiếp tục thực hiện những cải tiến mới đối với mô hình kinh doanh ngành công nghiệp âm nhạc. Big Hit phấn đấu trở thành công ty cung cấp nền tảng phong cách sống giải trí dựa trên âm nhạc tốt nhất thế giới".
Vào ngày 19 tháng 3 năm 2021, Big Hit Entertainment Co., Ltd. thông báo họ đã thay đổi thương hiệu công ty để phù hợp với hình ảnh mới và mở rộng những tầm nhìn mới trong lĩnh vực kinh doanh hiện tại của họ. Theo thời gian, Big Hit Entertainment đã phát triển thành một công ty đa ngành, hoạt động và phục vụ trong các lĩnh vực và doanh nghiệp khác nhau, do đó, Bang Si-hyuk, đồng CEO và người sáng lập, cho biết cái tên Big Hit Entertainment không bao hàm đầy đủ ý nghĩa và mục đích thực sự của công ty. Big Hit Entertainment bắt đầu hoạt động trong các lĩnh vực theo truyền thống không phụ thuộc vào các công ty giải trí, chẳng hạn như kinh doanh 360, kinh doanh IP và lĩnh vực giáo dục. Do đó, cái tên Big Hit Entertainment không còn phù hợp với công ty nữa và họ cần một cái tên mới.
Trong buổi giới thiệu, nó đã được thông báo rằng thương hiệu Big Hit sẽ không bị mất và một công ty con mới sẽ được thành lập. Cũng trong sự kiện này, họ đã công bố Big Hit Music là tên chính thức của công ty con mới, đưa nó trở thành một phần của Hybe Corporation và Hybe Labels. Công ty con mới này được thành lập để hoạt động độc lập với Hybe Corporation trong các lĩnh vực liên quan đến sản xuất âm nhạc, quản lý nghệ sĩ và giao tiếp với người hâm mộ.
Việc thay đổi thương hiệu có hiệu lực vào ngày 31 tháng 3 năm 2021.

## Từ thiện
Vào năm 2017, nó được tiết lộ rằng Big Hit Entertainment đã quyên góp 30 triệu KRW (~572 triệu VNĐ) cho gia đình các nạn nhân sau vụ lật phà Sewol vào năm 2014.
Vào năm 2020, Big Hit, cùng với BTS, đã quyên góp 1 triệu USD (~23 tỷ VNĐ) cho phong trào Black Lives Matter, nhằm ủng hộ cuộc biểu tình George Floyd, và 1 triệu USD cho chiến dịch Crew Nation của Live Nation, nhằm hỗ trợ đội ngũ nhân viên tổ chức buổi hòa nhạc bị ảnh hưởng lớn về tài chính do đại dịch COVID-19.

## Nghệ sĩ
| - BTS - Tomorrow X Together - Lee Hyun - RM - Agust D - J-Hope | - "Hitman" Bang - Slow Rabbit - Pdogg - Supreme Boi - Suga - RM - J-Hope - Son Sung-deuk |

## Cựu nghệ sĩ
- K.Will (2006–2007, đồng quản lý bởi JYP Entertainment)
- 2AM (2010–2014, đồng quản lý bởi JYP Entertainment)
  - Jo Kwon (2010–2014)
- 8Eight (2007–2014)
- Glam (2012–2015, đồng quản lý bởi Source Music)
- Lim Jeong-hee (2012–2015, đồng quản lý bởi JYP Entertainment)
- Homme (2010–2018)             
  - Changmin (2010–2018)